# Hemistola loxiaria
Hemistola loxiaria es una especie de polillas perteneciente a la familia Geometridae, descrita por primera vez por el lepidopterólogo francés Achille Guenée en 1858.
Tiene gran parecido con otras especies Hemistola a tal grado que se consideraba una aberración de ellas, especialmente H. dispartita, pero cuenta con las marcas celulares blancas obsoletas. Las antenas de las hembras son fuertemente cerradas. Esta especie se puede distinguir inmediatamente de las otras del género por el ángulo interno que es obtuso en las alas traseras.